# Dicranomyia posticanivea
Dicranomyia posticanivea là một loài ruồi trong họ Limoniidae. Chúng phân bố ở miền Australasia.